# Monterrey Open 2010
Il Monterrey Open 2010 è stato un torneo femminile di tennis giocato sul cemento.
È stata la 2ª edizione del Monterrey Open che fa parte della categoria International nell'ambito del WTA Tour 2010. Si è giocato al the Sierra Madre Tennis Club di Monterrey in Messico,dall'1 al 7 marzo 2010.

## Partecipanti

### Teste di serie
| Giocatrice               | Nazionalità | Ranking* | Testa di serie |
| ------------------------ | ----------- | -------- | -------------- |
| Jelena Janković          | Serbia      | 9        | 1              |
| Daniela Hantuchová       | Slovacchia  | 24       | 2              |
| Anastasija Pavljučenkova | Russia      | 27       | 3              |
| Dominika Cibulková       | Slovacchia  | 28       | 4              |
| Ágnes Szávay             | Ungheria    | 31       | 5              |
| Anabel Medina Garrigues  | Spagna      | 34       | 6              |
| Aleksandra Wozniak       | Canada      | 35       | 7              |
| Lucie Šafářová           | Rep. Ceca   | 38       | 8              |

- 1 * Ranking al 22 febbraio 2010.

### Altre partecipanti
Giocatrici che hanno ricevuto una Wild card:
- Dominika Cibulková
- Daniela Hantuchová
- Jelena Janković

Giocatrici passate dalle qualificazioni:
- Corinna Dentoni
- Lourdes Domínguez Lino
- Ol'ga Savčuk
- Anna Tatišvili

## Campionesse

### Singolare
Anastasija Pavljučenkova ha battuto in finale  Daniela Hantuchová con il punteggio di 1–6, 6–1, 6–0

### Doppio
Iveta Benešová /  Barbora Záhlavová-Strýcová hanno battuto in finale  Anna-Lena Grönefeld /  Vania King con il punteggio di 3–6, 6–4, [10–8]